# حسین رحیمی
حسین رحیمی (زادهٔ ۱۳۴۲ دلیجان) سرتیپ پاسدار فرماندهی انتظامی جمهوری اسلامی ایران است، که هم‌اکنون به‌عنوان رئیس پلیس امنیت اقتصادی فراجا فعالیت می‌کند. وی در فاصله سالهای ۱۳۹۶ تا ۱۴۰۱ فرماندهی انتظامی تهران بزرگ را برعهده داشت.
رحیمی فعالیت نظامی را از کمیته انقلاب اسلامی آغاز کرد. وی از ۱۳۸۲ تا ۱۳۸۶ جانشین فرمانده انتظامی استان مرکزی بود، از ۱۳۸۸ تا ۱۳۸۹ به‌عنوان فرمانده انتظامی استان لرستان فعالیت می‌کرد، در فاصله سالهای ۱۳۸۹ تا ۱۳۹۳ ریاست پلیس راهنمایی و رانندگی تهران بزرگ را برعهده داشت و از ۱۳۹۳ تا ۱۳۹۶ نیز فرمانده انتظامی استان سیستان و بلوچستان بود.
وزارت خزانه‌داری آمریکا در ماه اکتبر ۲۰۲۲ وی را به‌دلیل دست داشتن در سرکوب اعتراضات ایران تحریم کرد. همچنین مهرماه ۱۴۰۱ اتحادیه اروپا رحیمی را به‌دلیل نقش داشتن در سرکوب گسترده اعتراضات مردمی تحریم نمود.

## زندگی‌نامه
حسین رحیمی به سالِ ۱۳۴۲ در شهر دلیجان، استان مرکزی زاده شد. او که در دهه ۱۳۸۰ با درجه سرهنگی، جانشین فرمانده انتظامی استان مرکزی بود، مدتی در معاونت عملیات ناجا مشغول بود. رحیمی در تیرماه ۱۳۸۸ با درجه سرتیپ دومی به‌عنوان فرمانده انتظامی استان لرستان منصوب شد. وی که ۳۹۱ روز فرمانده انتظامی لرستان بود، در شهریورماه ۱۳۸۹ با انتقال به تهران، به‌عنوان رئیس پلیس راهور تهران منصوب شد. حدود ۴ سال، رئیس پلیس راهور تهران بود. حسین رحیمی خردادماه ۱۳۹۳ به‌عنوان فرمانده انتظامی سیستان و بلوچستان منصوب شد. وی در ۳۱ شهریور ۱۳۹۸ از سوی رهبر جمهوری اسلامی به درجه سرتیپی ارتقا پیدا کرد. همچنین از ۱۶ مرداد ۱۳۹۶ تا ۱۴۰۱ سمت فرمانده انتظامی تهران بزرگ را برعهده داشت.

## تحریم‌ها
وزارت خزانه‌داری آمریکا روز پنج‌شنبه ۶ اکتبر ۲۰۲۲، حسین رحیمی را به همراه تعدادی دیگر از مقامات امنیتی و وزیران ارتباطات به‌دلیل قطع دسترسی به اینترنت و دست داشتن در سرکوب اعتراضات ایران تحریم کرد.
 اتحادیه اروپا روز دوشنبه ۲۵ مهر ۱۴۰۱ حسین رحیمی به همراه چهار نهاد و ۱۰ مقام بلندپایه نظامی و امنیتی جمهوری اسلامی را به‌دلیل نقش داشتن در سرکوب گسترده اعتراضات مردمی تحریم کرد.
 دولت کانادا در ۹ آبان ۱۴۰۱ حسین رحیمی به همراه چند مقام جمهوری اسلامی را به دلیل «نقض فاحش و سیستماتیک حقوق بشر» تحریم کرد.
 دولت بریتانیا در ۲۳ آبان ۱۴۰۱ حسین رحیمی به همراه چند مقام جمهوری اسلامی را به دلیل «سرکوب خشونت‌بار اعتراض‌های بعد از مرگ مهسا امینی» تحریم کرد. طبق این تحریم، اجازه سفر به بریتانیا داده نخواهد شد و هرگونه سرمایه آنان در بریتانیا مسدود می‌شود.
 دولت نیوزیلند در ۲۱ آذر ۱۴۰۱ حسن رحیمی به همراه چند مقام جمهوری اسلامی را به دلیل مشارکت در «سرکوب اعترضات» تحریم کرد. طبق این تحریم، اجازه ورود یا توقف موقت در نیوزلند داده نخواهد شد.